# Next Time

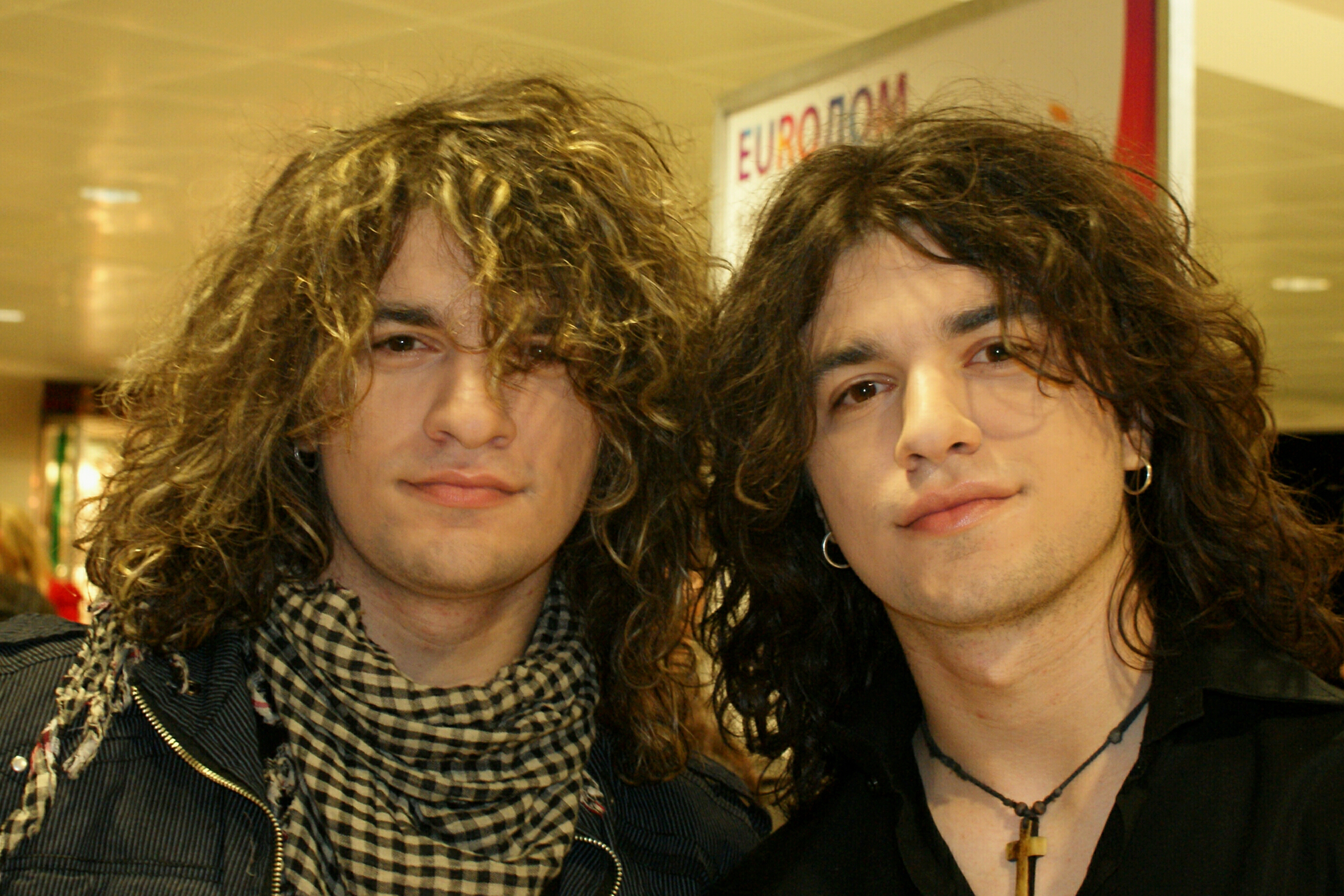
Стефан и Мартин Филипосвски

Next Time — македонская рок-группа из города Скопье.
Состоит из братьев-близнецов: Стефан (вокал) и Мартин (гитара и бэк-вокал) Филиповски. Раньше группа выступала у себя в гараже, на праздниках, днях рождениях и свадьбах.
На конкурсе песни Евровидение 2009 они представляли Македонию с песней «Нешто што ке остане» («Что-то останется»).
Заняв в полуфинале 10 место им, тем не менее, не удалось достичь финала (по правилу 10 финалист определяется жюри).

## История группы

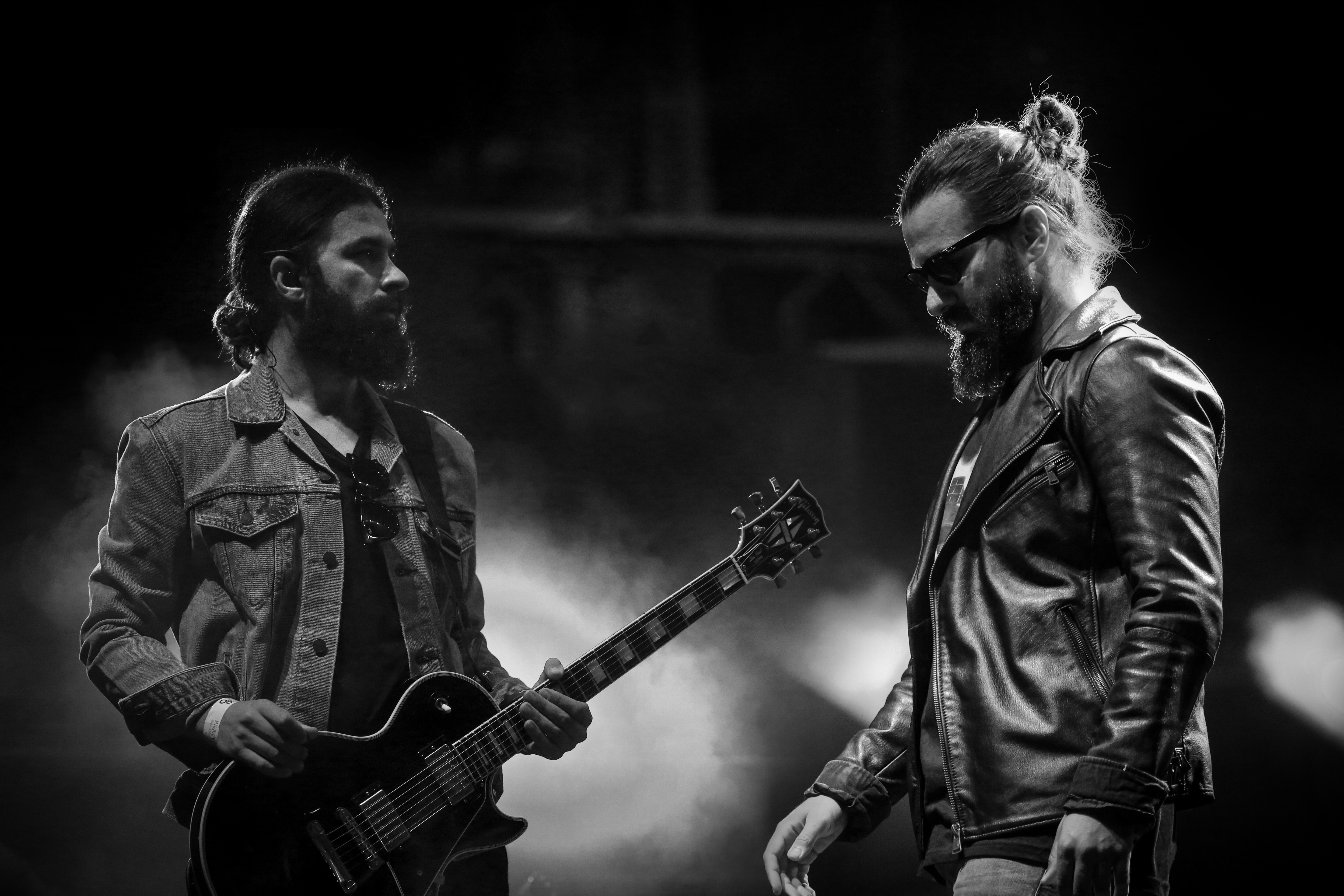
В 2018 году

«Next Time» Македонский рок-дуэт из Скопье, Республика Македония. Дуэт состоит из двух братьев близнецов, Мартина и Стефана Филиповски. Стефан Филиповски в группе вокалист, а Мартин Филиповски играет на гитаре и исполняет бэк-вокал. Дуэт стал известен под названием «Next Time» в начале 2008 года; ранее они участвовали в гаражных группах и детских музыкальных фестивалях. С момента релиза их первого альбома названого «Next Time» прошло только 8 месяцев, но они приобрели большую популярность и в настоящее время являются важной составляющей македонской музыкальной сцены.
«Next Time» были создана в начале 2008 года, после подписания контракта с Plan B Production. B. Их открыл композитор и автор песен Јован Joванов, македонский дуэт реализовал свой первый сингл «Не верувам во тебе» («Не верю тебе») в мае 2008 года. Слова песни были написаны Next Time, а Јованов выступил в качестве продюсера."Не верувам во тебе" возглавил сразу несколько хит-парадов в Македонии и быстро стал хитом, который вознес Next Time на верхушку македонской музыкальной сцене. Также группа выпустила свой первый клип на эту песню.
Вскоре Next Time появились на первом фестивале на Первом Музыкальном Фестивале «Zvezdena Noc» («Звездная ночь») в июне 2008 года. На «Zvezdena Noc», дуэт выиграл в номинации «Летний хит года» за свою вторую песню «Ме мислиш ли?» («Думаешь ли ты обо мне?»).Два месяца спустя, на Охрид Фест, Next Time получили награду «Лучший новый артист» с их третьим синглом «Ме остави сам да живеам» («Мне осталось жить одному»). Тем не менее, самый большой успех пришел к Next Time в октябре, когда они выиграли во втором полуфинале Макфест- самого известного македонского музыкального фестиваля. Со своим четвёртым синглом «Без тебе тивко умирам» («Без тебя тихо умираю»), они заняли второе место в финале фестиваля.
16 декабря 2008 года «Next Time» выпустили свой дебютный альбом, который также назывался «Next Time».В альбом вошли 13 песен, и два бонус-трека на иностранных языках. Один из бонусов это песня на английском языке под названием «Why Did You Go». Вторым бонусом стал кавер итальянской поп-оперы, песня «Caruso».
Четыре видеоклипа и четыре сингла были распространены в СМИ когда вышел альбома. «Next Time» постоянно появляться на выступлениях и шоу в течение года в Македонии, а также участвуют в различных гуманитарных акциях.

## Дискография

### Альбомы
- 2008 — Next Time
- 2011 - Na Krajot Od Denot

### Синглы
- «Ne Veruvam Vo Tebe»
- «Me Mislish Li?»
- «Me Ostavi Sam Da Zhiveam»
- «Bez Tebe Tivko Umiram»
- «Nešto što ke ostane»
- «The Sweetest Thing That Will Remain»
- «Milion» (2009)
- «Nemam ni glas» (2009)
- «Koga lažeš, kade gledaš?» (2009)
- «Dekemvri» (2009)
- «Ramo za plačenje» (2010)
- «Ubava» (2010)
- «Na krajot od denot» (2010)
- «Nedostaješ mi več» (2011)
- «Rap n Roll» (2011)
- «Posledno od nas» (2012)
- «Čekam na tebe» (2012)
- «Lice od raj» (2012)
- «Next Time» (2013)
- «Svetot vo race» (2013)
- «Ja izlezi Gjurgjo» (2014)
- «Slušam kaj šumat šumite» (2017)
- «Nesto ke te pitam babo» (2019)
- «Jovka Kumanovka» (2019)